# مملكة صربيا (1718–1739)
مملكة صربيا (بالصربية: Краљевина Србија؛ بالرومانية:  Kraljevina Srbija؛ بالألمانية: Königreich Serbien؛ باللاتينية : Regnum Serviae)؛ كانت مقاطعة تابعة لملكية هابسبورغ منذ عام 1718 حتى عام 1739، قد تشكلت حول الأراضي الواقعة جنوب نهري سافا والدانوب، والتي تقابل عند سنجق سمندرية (أو "باشالوك بلغراد")؛ والتي غزاها آل هابسبورغ من الإمبراطورية العثمانية عام 1717، ولكنها أُعيدت إلى الحظيرة العثمانية عام 1739.
خلال فترة حكم آل هابسبورغ، استفادت الأغلبية الصربية من الحكم الذاتي، بما في ذلك تشكيل ميليشيا مستقلة، والتكامل الاقتصادي مع ملكية آل هابسبورغ، وهي إصلاحات ساهمت في نمو الطبقة الوسطى الصربية ، واستمرت في تطبيقها من قبل العثمانيين "لصالح القانون والنظام"، وازداد عدد سكان صربيا بسرعة من 270,000 إلى 400,000 نسمة، إلا أن تراجع نفوذ آل هابسبورغ في المنطقة أدى إلى اندلاع الهجرة الصرب الثانية (1737-1739).